# Џером (Илиноис)
Џером (енгл. Jerome) град је у америчкој савезној држави Илиноис.

## Демографија
По попису из 2010. године број становника је 1.656, што је 242 (17,1%) становника више него 2000. године.
| Група             | 2000.         | 2010.         |
| Белци             | 1.318 (93,2%) | 1.471 (88,8%) |
| Афроамериканци    | 24 (1,7%)     | 66 (4,0%)     |
| Азијати           | 28 (2,0%)     | 41 (2,5%)     |
| Хиспаноамериканци | 24 (1,7%)     | 34 (2,1%)     |
| Укупно            | 1.414         | 1.656         |